# Бруклін (Мічиган)
Бруклін (англ. Brooklyn) — селище (англ. village) в США, в окрузі Джексон штату Мічиган. Населення — 1313 особи (2020).

## Географія
Бруклін розташований за координатами 42°6′20″ пн. ш. 84°14′56″ зх. д. / 42.10556° пн. ш. 84.24889° зх. д. (42.105526, -84.248804).  За даними Бюро перепису населення США в 2010 році селище мало площу 2,64 км², з яких 2,61 км² — суходіл та 0,03 км² — водойми.

## Демографія
Згідно з переписом 2010 року, у селищі мешкало 1206 осіб у 577 домогосподарствах у складі 306 родин. Густота населення становила 457 осіб/км².  Було 661 помешкання (251/км²).
Расовий склад населення:
| - 96,9 % — білих - 1,3 % — азіатів - 0,7 % — корінних американців - 0,2 % — чорних або афроамериканців |

До двох чи більше рас належало 0,8 %. Частка іспаномовних становила 2,9 % від усіх жителів.
За віковим діапазоном населення розподілялося таким чином: 22,7 % — особи молодші 18 років, 54,3 % — особи у віці 18—64 років, 23,0 % — особи у віці 65 років та старші. Медіана віку мешканця становила 43,6 року. На 100 осіб жіночої статі у селищі припадало 76,6 чоловіків;  на 100 жінок у віці від 18 років та старших — 73,2 чоловіків також старших 18 років.
Середній дохід на одне домашнє господарство  становив 49 986 доларів США (медіана — 37 500), а середній дохід на одну сім'ю — 59 575 доларів (медіана — 47 250). Медіана доходів становила 47 708 доларів для чоловіків та 29 250 доларів для жінок. За межею бідності перебувало 18,8 % осіб, у тому числі 31,9 % дітей у віці до 18 років та 4,2 % осіб у віці 65 років та старших.
Цивільне працевлаштоване населення становило 478 осіб. Основні галузі зайнятості: роздрібна торгівля — 19,5 %, освіта, охорона здоров'я та соціальна допомога — 19,0 %, виробництво — 18,0 %.